# Holzminden (distrito)
Holzminden é um distrito (kreis ou landkreis) da Alemanha localizado no estado de Baixa Saxônia.

## Cidades e municípios
|                                                | | |
| Cidades                                        | Samtgemeinden | Samtgemeinden |
| 1. Holzminden Municípios (livres) 1. Delligsen | - 1. Bevern 1. Bevern¹ 2. Golmbach 3. Holenberg 4. Negenborn - 2. Bodenwerder-Polle 1. Bodenwerder1, 2 2. Brevörde 3. Halle 4. Hehlen 5. Heinsen 6. Heyen 7. Kirchbrak 8. Ottenstein 9. Pegestorf 10. Polle 11. Vahlbruch | - 3. Boffzen 1. Boffzen¹ 2. Derental 3. Fürstenberg 4. Lauenförde - 4. Eschershausen 1. Dielmissen 2. Eimen 3. Eschershausen1, 2 4. Holzen 5. Lüerdissen - 6. Stadtoldendorf 1. Arholzen 2. Deensen 3. Heinade 4. Lenne 5. Stadtoldendorf1, 2 6. Wangelnstedt |
|                                                | ¹sede do Samtgemeinde; ²cidade | |